# Ajami (filme)
Ajami (em árabe: عجمي; hebraico: עג'מי) é um filme de drama de 2009 de colaboração árabe-judaica. Seu enredo é situado no bairro Ajami de Jafa.